# Tamasesd

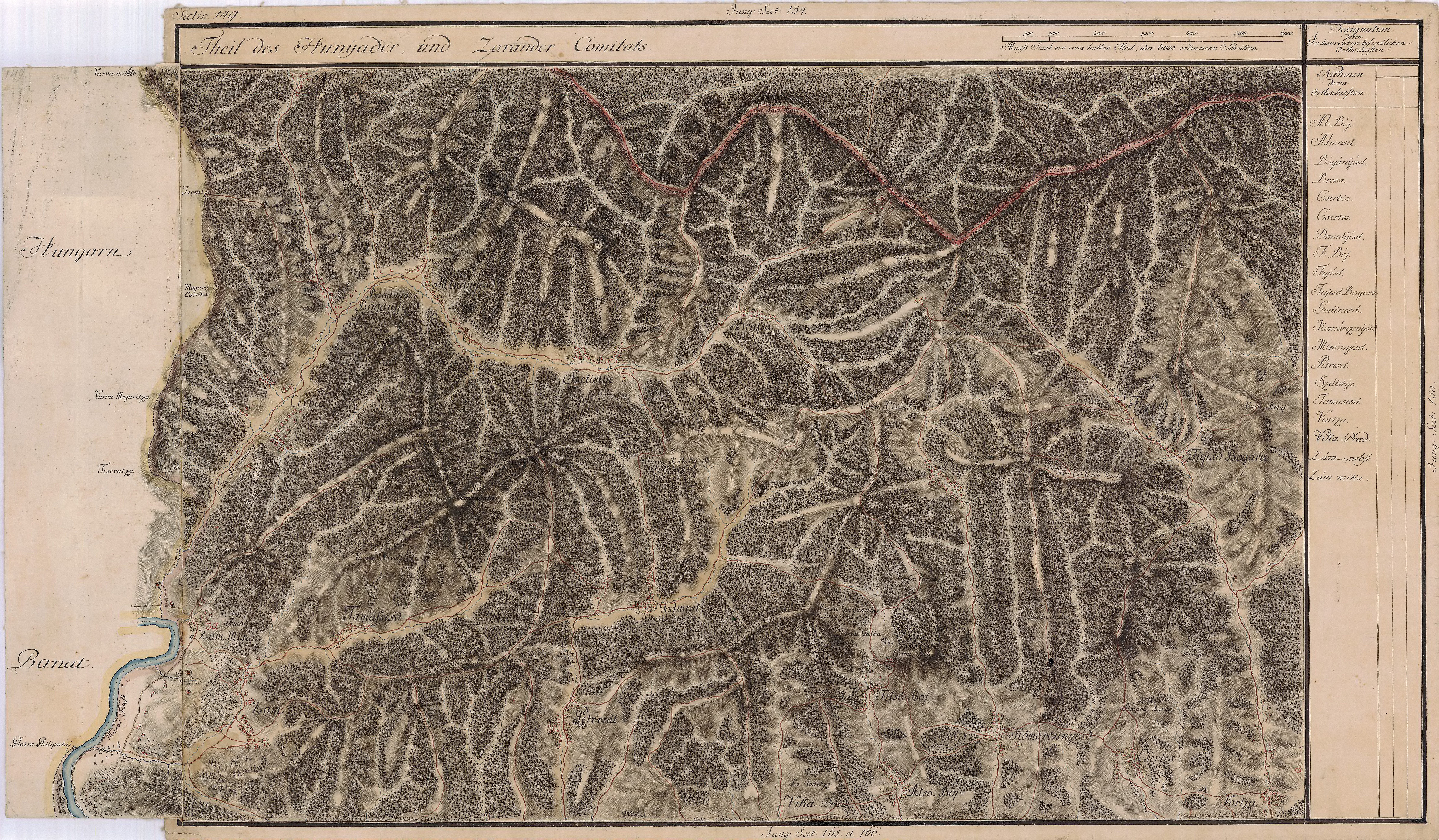
Tamasesd egy régi térképen

Tamasesd románul: Tămășești, település Romániában, Erdélyben, Hunyad megyében.

## Fekvése
Zámtól keletre fekvő település.

## Története
Tamasesd, Tamásfalva nevét 1468-ban p. Tamasfalwa, p. Thamasfalwa néven említette először oklevél, ekkor Illyéhez tartozott. 1805-ben Tamasesd, 1913-ban Tamasesd néven írták.
A trianoni békeszerződés előtt Hunyad vármegye Marosillyei járásához tartozott.
1910-ben 417 lakosából 416 román és 417 görögkeleti ortodox volt.